# トゥコージー・ラーオ・ホールカル
トゥコージー・ラーオ・ホールカル（Tukoji Rao Holkar, 1723年 - 1797年8月15日）は、インドのマラーター同盟、ホールカル家の当主（在位：1767年 - 1797年）。

## 生涯
1723年、トゥコージー・ラーオはホールカル家の一族タヌージー・ホールカルの息子として生まれた。
1755年頃、ホールカル家の未亡人だったアヒリヤー・バーイー・ホールカル と結婚した。
1766年5月、ホールカル家当主マルハール・ラーオ・ホールカルが死亡し、当主位を継いだアヒリヤー・バーイーの息子マーレー・ラーオ・ホールカルも翌年4月に死亡した。これにより、トゥコージー・ラーオはホールカル家の当主である妻アヒリヤー・バーイー・ホールカルの共同統治者となったが、彼はホールカル家の軍総司令官として働いた。
また、トゥコージー・ラーオはジャートのバラトプル王国に攻撃をかけ、1773年にはバラトプルにまで攻め入った。のち、バラトプル王国はホールカル家の同盟者となった。
1777年には、第一次マラーター戦争でイギリス軍を破り、ペーシュワーによりカーンデーシュとブンデールカンドの地を与えられた。
後年、トゥコージー・ラーオ・ホールカルはプネーの宰相府に滞在し、1784年6月にはその指揮官として、マイソール王国のティプー・スルターンとガジェーンドラガドの戦いで争っている。
この時期、シンディア家のマハーダージー・シンディアが台頭してきたが、トゥコージー・ラーオは彼と幾度かの戦いを行っている。
1797年1月29日、トゥコージー・ラーオ・ホールカルは長男カーシー・ラーオ・ホールカルに当主位を譲り、8月15日にプネーで死去した。